# Le Muse galanti
Le Muse galanti (francese: Les Muses galantes) è un opéra-ballet in tre atti e prologo, con musica e libretto di Jean-Jacques Rousseau.

## Storia
Nel 1741 (o nel 1742, come suggerito da alcuni documenti) Rousseau si recò a Parigi per esporre all'Accademia delle Scienze il suo progetto di notazione musicale (francese: Projet concernant de nouveaux signes pour la musique). Ed è nella capitale francese, durante un periodo di malattia, che concepì l'idea di comporre un'opera (nonostante ci avesse già tentato in precedenza, senza successo).
Il lavoro, già avviato, viene interrotto durante la sua permanenza a Venezia, (settembre 1743 – agosto 1744) dove egli,  oltre ad avere l'occasione di ascoltare alcune opere italiane, riesce anche ad assoldare alcuni musicisti per provare dei pezzi dalla sua composizione, sebbene ancora incompleta. Tornato a Parigi, conobbe Thérèse Levasseur, che sarebbe diventata sua moglie. Rousseau attribuì la rapidità con cui Les Muses Galantes venne conclusa (il lavoro venne portato a compimento in tre settimane) proprio alla nascita di questo legame affettivo. Per il completamento di alcune parti di accompagnamento e di riempitivo (lavoro da lui ritenuto meccanico e "da manovale"),  Rousseau contattò François-André Danican Philidor, ma la collaborazione non fu proficua (Philidor curò solo qualche numero musicale dell'atto di Ovidio), e dovette così portare a compimento il lavoro da solo. Il manoscritto venne ultimato il 9 luglio 1745.
Per farla rappresentare,  Rousseau si rivolse a monsieur de la Poplinière (noto fermier général e mecenate musicale della Parigi del Settecento), presso il quale era stato introdotto dal suo amico Gauffecourt. La Poplinière era protettore anche di Jean-Philippe Rameau, e Rousseau pensò di presentare a quest'ultimo lo spartito dell'opera, per ottenere un parere e magari una raccomandazione. Al rifiuto del musicista, si optò per una rappresentazione parziale a casa del mecenate, che ebbe luogo nel settembre del 1745. Per questa evenienza Rousseau fece una scelta di cinque o sei pezzi (tra cui l'ouverture). Rameau espresse un parere negativo sulla qualità generale del lavoro (dando segni d'impazienza nel corso dell'esecuzione), affermando che alcune parti erano di buona fattura, mentre altre sembravano frutto di un ignorante che non conosceva neppure la musica. Rousseau, del resto, come musicista, si era formato in gran parte da autodidatta, e non aveva alle spalle una produzione operistica rilevante.
La fama dell'opera, comunque,  si diffuse,  tanto che venne fatta eseguire, per la prima volta in forma completa, nella dimora di monsieur de Bonneval (coreografo e intendente dei Menus-plaisirs), e in seguito venne proposta da monsieur de Richelieu (maresciallo di Francia e amante della moglie di la Poplinière)  per essere messa in scena a corte. In vista di ciò, monsieur de Richelieu indusse Rousseau a eliminare l'atto di Tasso, (che per motivi non specificati nelle Confessioni  non era stato considerato idoneo a essere eseguito a corte) e a comporne un altro su Esiodo (unica parte del lavoro giunta fino a noi). La musica di quest'atto era,  a dire dell'autore, "Altrettanto nobile e fatta assai meglio". Rousseau afferma di aver inserito, in quest'atto aggiuntivo, dei riferimenti impliciti alla sua condizione di musicista ispirato, e alla "gelosia" con cui Rameau aveva accolto la sua creazione.
L'esecuzione a corte,  di fatto, non avvenne mai. Appena terminato l'atto sostitutivo, infatti, Rousseau venne incaricato da monsieur de Richelieu del completamento de Le feste di Ramiro (opera composta in origine da Rameau per il matrimonio del Delfino col titolo di La principessa di Navarra, a cui era stato applicato un nuovo libretto e un nuovo nome, facendo sorgere la necessità di alcuni cambiamenti nella musica). Dopo aver portato a termine questo compito, persuaso che Richelieu non fosse più interessato a far interpretare Les Muses Galantes a corte,  Rousseau si rivolse al signor Dupin de Francueil, fermier général e nonno della scrittrice George Sand, perché devolvesse del denaro affinché il lavoro venisse provato all'Opéra. Anche il cantante Pierre de Jélyotte, contribuì al pagamento. Le prove aperte (che ebbero luogo nel 1747) riscossero, tuttavia,  un successo modesto, e Rousseau decise pertanto di interrompere le rappresentazioni di Les Muses Galantes. Comunque, nel 1761, l'opera venne ripresentata nella dimora del principe de Conti.
Dell'opera, come già detto, ci è rimasto solo il primo atto (quello di Esiodo), che venne pubblicato postumo nel 1781.

## Struttura
L'opera è costituita da un prologo e tre atti (entrées in francese).  Ogni atto è dedicato a un poeta: vi è infatti l'atto del Tasso, l'atto di Ovidio e per ultimo l'atto di Anacreonte (che, a dire di Rousseau, "Doveva respirare la gaiezza del ditirambo"). Per far rappresentare il lavoro a corte, l'atto del Tasso (il primo), dovette essere sostituito da un altro incentrato sulla figura del poeta greco Esiodo (che Rousseau dovette comporre ex-novo).
L'atto di Esiodo è l'unico pervenutoci (tutti gli altri, compreso il prologo, sono andati perduti). Ogni entrée presenta una specifica sottolineatura musicale: l'atto iniziale (quello di Tasso o di Esiodo) è caratterizzato da una musica dal carattere "elevato" e forte, la musica del secondo atto (quello dedicato ad Ovidio) esprimeva tenerezza, mentre l'ultimo atto (Anacreonte) esprimeva gaiezza.

## Trama
Prologo (musica perduta)Sul monte Parnaso, Apollo, seduto sul suo trono, si complimenta con le Muse per la purezza dei loro piaceri. Si sente una sinfonia a tratti brillante, e a tratti dolce. Ad un tratto, su un carro, arrivano Amore e la Gloria. Apollo è stupefatto da tale apparizione. La Gloria, quindi, annuncia che tutto dovrà cedere alla potenza dell'Amore, che in quel momento inizia a manifestare la propria forza. Apollo comincia a soffrire per il sentimento, non ricambiato, che nutre nei confronti della ninfa Dafne, e se ne va dunque sconsolato; a quel punto le Muse, prima raccolte intorno al trono di Apollo, accennano ad andarsene, ma Amore le spinge a rimanere. Poi invita alle risa e alle danze. Intermezzo.
Primo atto (pervenutoci)Ha luogo in un bosco. Tra i rami degli alberi si nota un piccolo villaggio.
Si terrà un agone in onore di Amore. Al vincitore spetta la mano di Églé, una straniera sconosciuta (in realtà si tratta della musa Euterpe, sotto mentite spoglie). Ma il poeta Esiodo, innamorato di lei, non ha nessuna speranza di vincere. Tuttavia, Églé, ripone fiducia in lui. Quando Esiodo arriva,  Églé si nasconde.
Il poeta si lamenta, esprimendo il suo timore di perdere l'amata. Si sente una sinfonia dolce. Poi cade addormentato. Églé, (ovvero Euterpe), invoca i sogni, e comanda loro di annunciare a Esiodo il suo destino felice. Una volta scomparsi i sogni, la musa si avvicina al poeta e gli sussurra che vincerà la competizione, grazie a un nuovo invaso creativo donatogli da Apollo. Svegliatosi, Esiodo si rende conto della prodigiosa vena poetica ora in suo possesso, e quando un coro di pastori si avvicina per partecipare all'agone, canta in modo così perfetto da convincerli a rinunciare alla competizione.
Poi, scorgendo Églé, scopre la sua vera identità da immortale, e capisce che ella ha usato il suo potere perché lo ama. La musa, quindi, si fa riconoscere e celebrare dai pastori, che la pregano di rimanere con loro. Intermezzo.
Secondo atto (musica perduta)Si svolge nei giardini della dimora di Ovidio a Tomi. Sullo sfondo montagne innevate e solcate da profondi precipizi.
Ovidio si lamenta. Si è innamorato di Érithie, una ragazza scita, che a causa della sua giovane età non conosce ancora l'amore. Érithie, intanto, sta per diventare sacerdotessa della dea Diana. Arriva il seguito del poeta, che comincia a ballare e cantare attorno a Érithie. Sullo sfondo si nota la statua di Amore, e la ragazza si chiede chi sia il dio con gli occhi bendati e l'arco in mano. Un uomo le spiega che egli è padrone del mondo. Arriva Ovidio, e si offre per rivelare a Érithie i segreti del dio bambino. Lei, infastidita dai discorsi del poeta, lo informa della sua decisione di votarsi a Diana. Ovidio, a questo punto, invoca Amore perché lo aiuti.
Quando un coro di Sarmati, inneggiante a Diana, chiama Érithie perché prenda i voti, i due amanti affermano di preferire la morte alla separazione. I Sarmati si convincono, e Ovidio, ringraziandoli, li invita ad abbandonarsi ai piaceri dell'Amore.
Terzo atto (musica perduta)Peristilio del tempio di Giunone a Samo.
Il tiranno Policrate ordina che le ragazze di Samo festeggino la dea Giunone. Confida, poi, al suo poeta di corte Anacreonte, che con questa scusa vuole riconoscere Thémire, che egli ama pur non avendo presente il suo viso. Al momento della celebrazione le giovani di Samo porgono il proprio omaggio alla dea. Intermezzo. Policrate riconosce Thémire (che entra nel tempio a capo del gruppo, con un cesto di fiori), ma si accorge che anche Anacreonte è innamorato di lei. Il tiranno, quindi, brucia dalla gelosia. Quando Thémire arriva da lui, prova a dichiararle il suo sentimento, ma lei lo respinge. In un momento di solitudine, Thémire manifesta tutto il suo amore per Anacreonte. Una volta incontratasi con il poeta, lo rimprovera per la sua superficialità, ma subito dopo essi iniziano a cantare del loro Amore.
Quando Policrate intima a Thémire di scegliere tra lui e Anacreonte, lei gli fa capire che preferisce Anacreonte. Policrate rispetta la scelta della ragazza, consentendo ad Anacreonte di rimanere a corte: i due innamorati lo lodano per la sua magnanimità. I cittadini di Samo vengono invitati a celebrare l'unione dei due amanti.

## Discografia
- Les Muses galantes, première Entrée, Hésiode (1745) Solisti : R. Defraieur, H. Morath, R. Mc Evan, P. Mollet, E. Tappy. Coro del Conservatorio di Ginevra e l'orchestre de la Suisse Romande diretta da Samuel Baud-Bovy (1957).[29][30]